# Brixen
Brixen ([ˈbrɪksn̩]; italienisch Bressanone, ladinisch Persenon oder Porsenù, lateinisch Brixina, bis 1919 offiziell Brixen am Eisack) ist eine Stadt und Gemeinde im Südtiroler Eisacktal in Italien. Das über Jahrhunderte von Fürstbischöfen regierte Brixen ist eine der ältesten Städte der Region Tirol und mit 23.095 Einwohnern (Stand 31. Dezember 2024) die drittgrößte Stadt Südtirols. Heute ist Brixen Hauptort der Bezirksgemeinschaft Eisacktal, ein lokales Wirtschaftszentrum sowie Standort von Hochschuleinrichtungen, mehrerer weiterführender Schulen und eines öffentlichen Krankenhauses.

## Geographie

### Lage

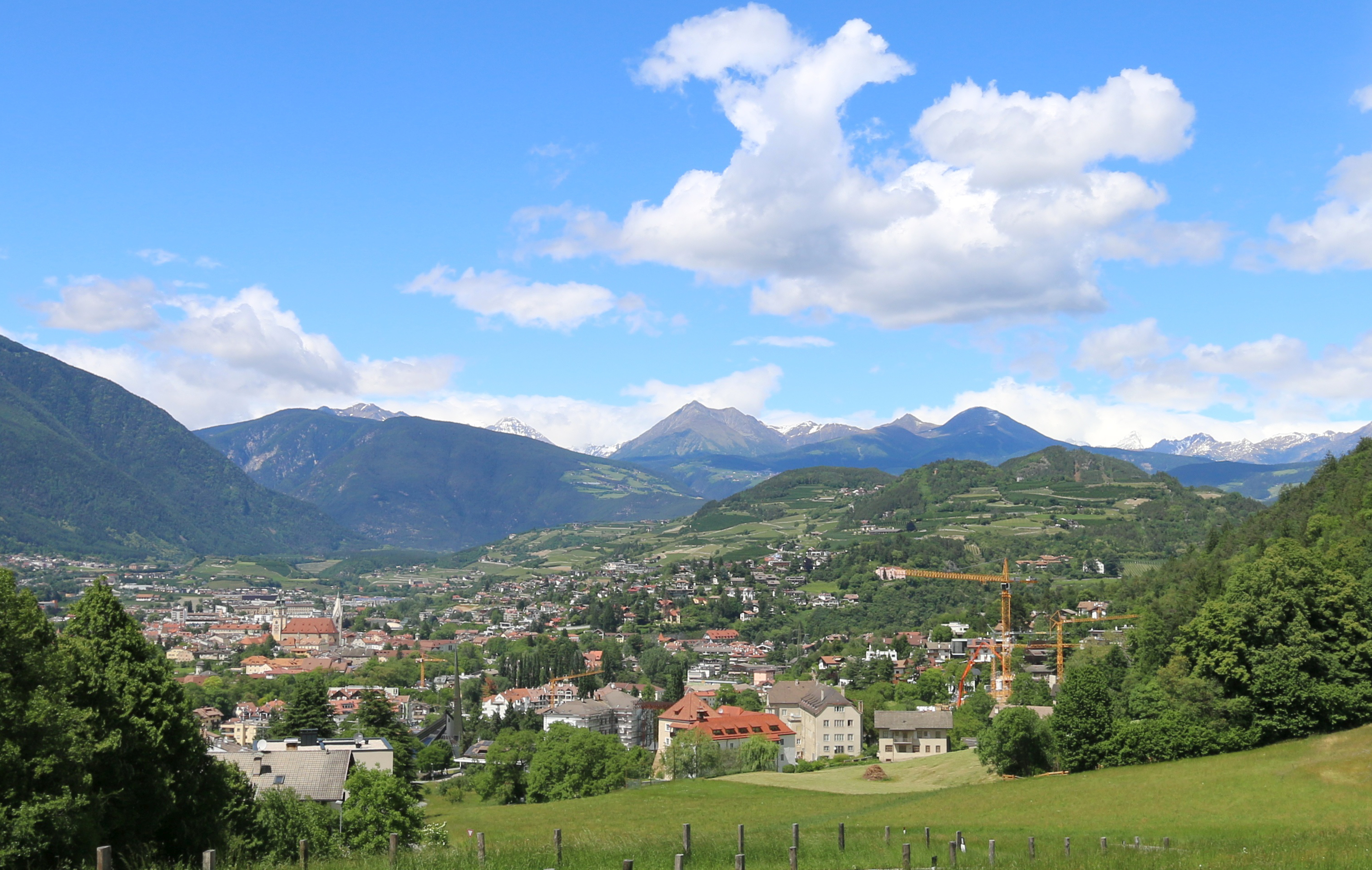
Blick von Milland über den Brixner Talkessel in nördliche Richtung

Die Stadtgemeinde Brixen liegt etwa 40 Kilometer nordöstlich von Bozen und 45 Kilometer südlich des Brennerpasses am Zusammenfluss von Eisack und Rienz im Eisacktal. Der Brixner Talkessel markiert den Beginn des Eisacktals, das hier aus dem Aufeinandertreffen des Wipptals (von Nordwesten) und des Pustertals (von Nordosten) entsteht. Umgeben ist er von den Sarntaler Alpen im Westen, den zu den Zillertaler Alpen gerechneten Pfunderer Bergen im Norden und den Lüsner Bergen, einer Untergruppe der Dolomiten, im Osten. Kleinere Seitentäler, die hier aufgehen, sind das von Westen zulaufende Schalderer Tal, das von Norden einmündende Valler Tal sowie von Osten kommend das Lüsner und das Aferer Tal.

### Gemeindegebiet

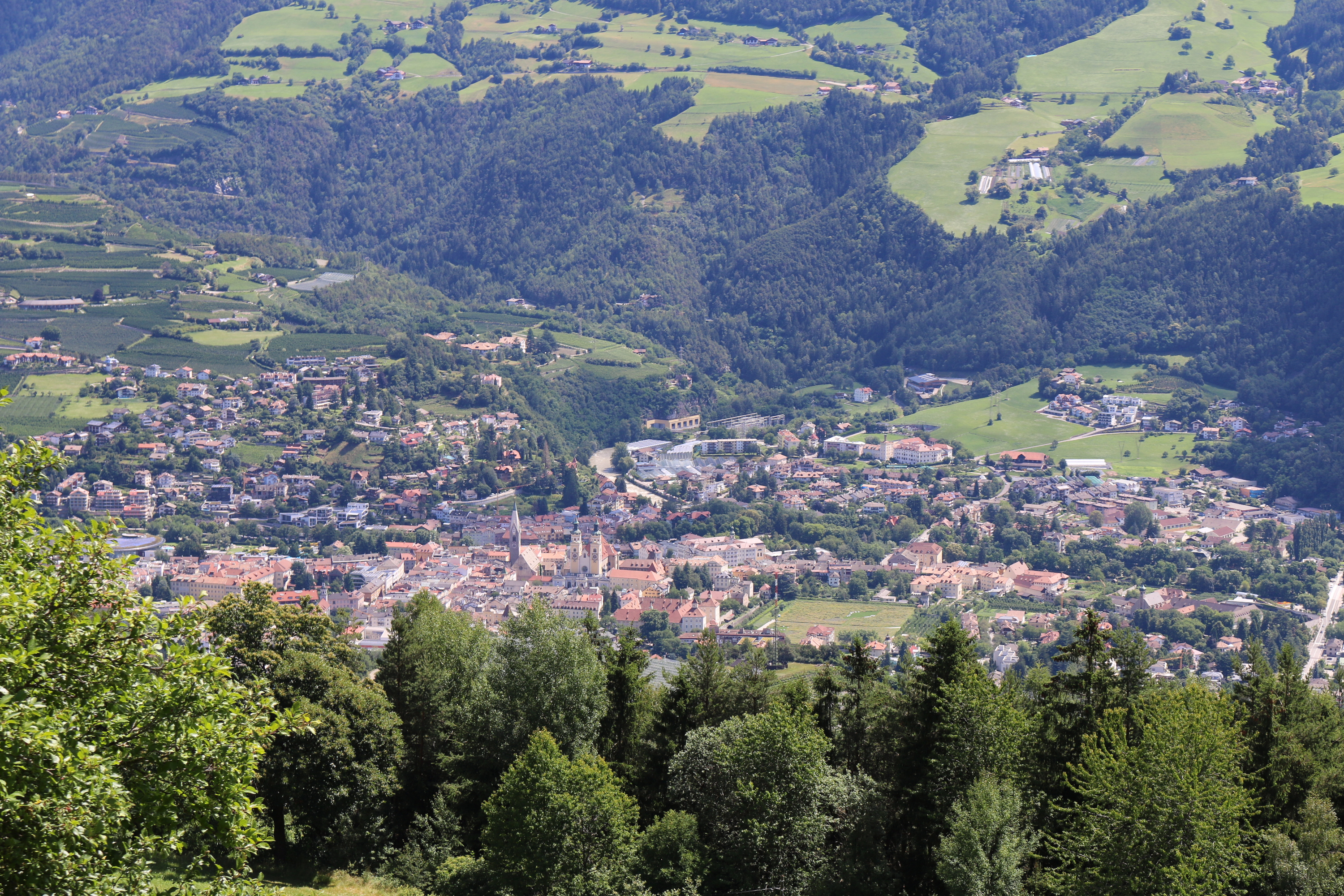
Blick von Westen vom Pfeffersberg auf die Innenstadt

Die Stadtgemeinde Brixen nimmt die zentralen und südlichen Teile des Talkessels ein. Die nördlichen Nachbargemeinden des Talkessels sind Vahrn und Natz-Schabs; im Süden, wo sich das Eisacktal zunehmend verengt, grenzt Brixen an Feldthurns und Villnöß.
Westseitig steigt das Gemeindegebiet über die Hänge des Pfeffersbergs bis zum Hundskopf (2356 m) an. Ostseitig reicht es bis zu den drei Gipfeln der Plose (Telegraph, 2486 m; Pfannspitze, 2547 m; Gabler, 2576 m) hinauf. Auf der Südseite der Plose wird Brixen weitgehend von der Sade begrenzt, wodurch das Gemeindegebiet die orographisch rechte Flanke des Aferer Tals umfasst. Hinter dem Kofeljoch (1866 m) ragt es sogar noch ein Stück in den Lüsner Talschluss bis zur Lasanke hinein. Im Plose-Gebiet grenzt Brixen an Lüsen, St. Martin in Thurn und Villnöß.

### Stadtgliederung

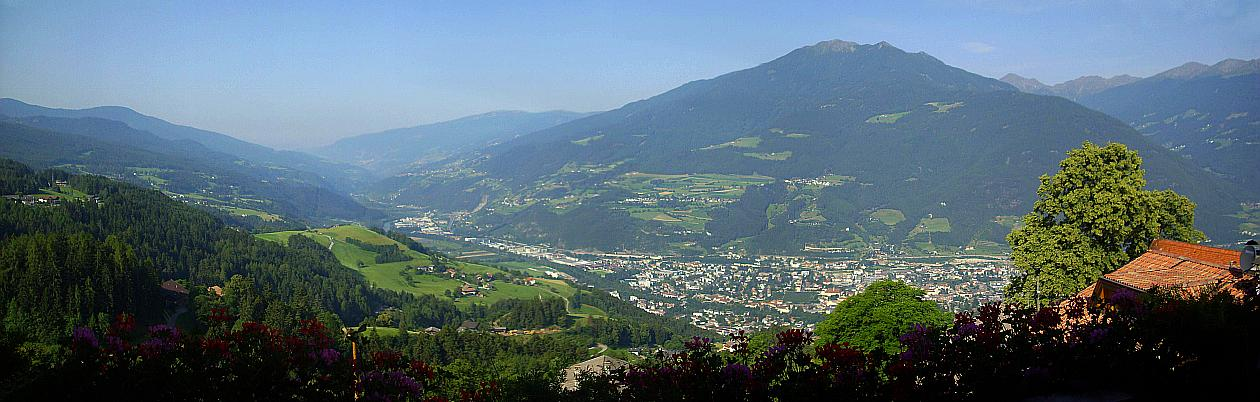
Panorama von Brixen gegen Süden

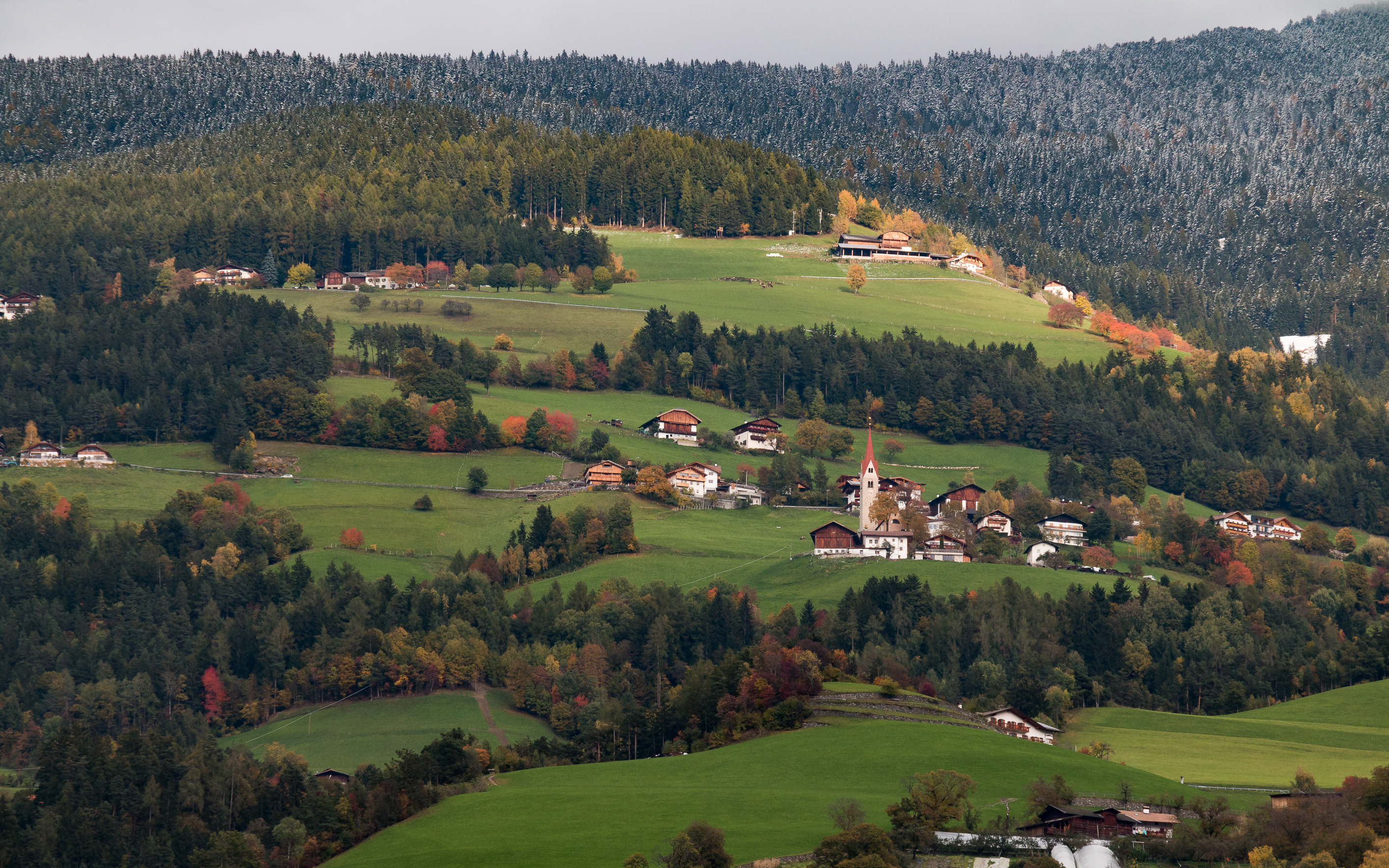
Der Weiler St. Leonhard vom Tal aus gesehen

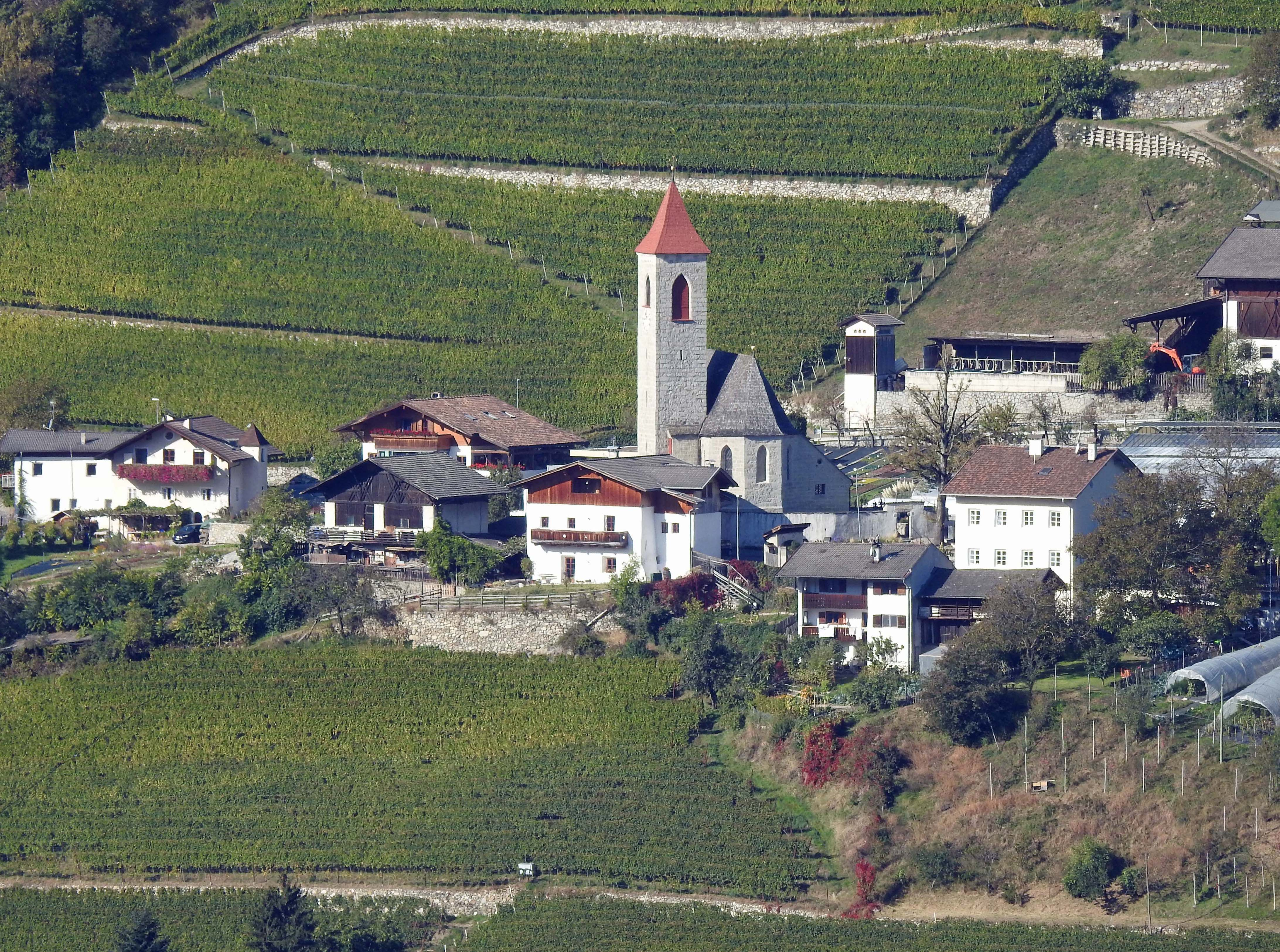
Tschötsch von Osten

Das historische Zentrum Brixens entstand an der Einmündung der Rienz in den Eisack. Die Altstadt (560 m) und der Großteil des heutigen städtischen Siedlungskerns mit den Stadtteilen Burgfrieden, Zinggen und Rosslauf liegen auf der orographisch rechten, westlichen Seite des Eisack. Der Stadtteil Stufels, vermutlich der älteste Siedlungskern, nimmt den Mündungszwickel zwischen Eisack und Rienz ein; das Viertel, das sich über die hinter Stufels ansteigenden Hänge erstreckt, heißt Kranebitt. Zum unmittelbaren Stadtgebiet zählt auch Milland, das sich etwas gegen Südosten versetzt auf der orographisch linken, östlichen Seite des Eisack befindet. Daneben umfasst die Stadtgemeinde noch zahlreiche ländliche Dörfer, Weiler und Streusiedlungen, die 20 weitere Fraktionen bilden.
Das von Eisack und Rienz eingefasste Plateau im Norden des Gemeindegebiets bietet dem Dorf Elvas (820 m) Platz. Südlich des Stadtkerns befinden sich im Talboden westlich des Eisack die Mahr (560 m) und etwas versetzt gegenüber östlich des Flusses Sarns (600 m). Die südlichste Siedlung des Talkessels ist das Dorf Albeins (600 m) am Ausgang des Aferer Tals. Über die das Eisacktal auf beiden Seiten begleitenden Hänge sind in mittelgebirgigen Lagen zahlreiche Ortschaften verstreut. Am Pfeffersberg auf der Westseite befinden sich Gereuth (1100–1400 m), Pairdorf (800 m), Pinzagen (800 m), Tils (900 m), Tötschling (900 m), Tschötsch (700 m) und Untereben (750 m). An den Hängen der Plose auf der Ostseite liegen Karnol (850–900 m), Klerant (850 m), Mairdorf (920 m), Mellaun (900 m), Plabach (900–1000 m), Rutzenberg (1200–1400 m), St. Andrä (970 m) und St. Leonhard (1100 m). Die Fraktion Afers mit ihrem Hauptort St. Georg (1500 m) nimmt die Südhänge der Plose im Aferer Tal ein.

### Klima
Laut dem zwanzigjährigen Temperaturdurchschnitt (2001–2020) beträgt die Durchschnittstemperatur des kältesten Monats Jänner in Brixen 0,4 °C; jene des heißesten Monats Juli +21,3 °C.
Die durchschnittliche Niederschlagsmenge beträgt 721 mm, welche sich auf ca. 90 Tage verteilen, wobei der Winter gewöhnlich die Jahreszeit mit den niedrigsten Niederschlagsmengen ist. Diese äußern sich dann meist in Form von Schnee. Die höchste Niederschlagsmenge wird im Sommer gemessen, wobei hier auch die Gewitterhäufigkeit aufgrund des Aufeinandertreffens verschiedener Luftmassen, begünstigt durch die Nähe zum Alpenhauptkamm, am größten ist.
|                        | Jan  | Feb  | Mär  | Apr  | Mai  | Jun  | Jul   | Aug   | Sep  | Okt  | Nov  | Dez  |   |       |
| Mittl. Temperatur (°C) | 0,4  | 3,2  | 7,6  | 11,8 | 15,7 | 19,7 | 21,3  | 20,8  | 16,5 | 11,6 | 5,6  | 0,8  | ⌀ | 11,3  |
| Mittl. Tagesmax. (°C)  | 4,7  | 8,6  | 14,1 | 18,5 | 22,4 | 26,8 | 28,6  | 27,7  | 22,8 | 17,0 | 9,8  | 4,8  | ⌀ | 17,2  |
| Mittl. Tagesmin. (°C)  | −4,0 | −2,2 | 1,2  | 5,2  | 9,0  | 12,6 | 14,1  | 13,8  | 10,1 | 6,2  | 1,4  | −3,1 | ⌀ | 5,4   |
|                        |      |      |      |      |      |      |       |       |      |      |      |      |   |       |
| Niederschlag (mm)      | 25,6 | 18,8 | 30,0 | 42,2 | 66,6 | 94,8 | 105,5 | 114,9 | 62,9 | 68,7 | 57,1 | 33,4 | Σ | 720,5 |
|                        |      |      |      |      |      |      |       |       |      |      |      |      |   |       |
| Regentage (d)          | 4    | 4    | 5    | 7    | 10   | 11   | 11    | 11    | 7    | 8    | 7    | 5    | Σ | 90    |

| −4,0 |

| −2,2 |

| 1,2 |

| 5,2 |

| 9,0 |

| 12,6 |

| 14,1 |

| 13,8 |

| 10,1 |

| 6,2 |

| 1,4 |

| −3,1 |

| −4,0 |

| −2,2 |

| 1,2 |

| 5,2 |

| 9,0 |

| 12,6 |

| 14,1 |

| 13,8 |

| 10,1 |

| 6,2 |

| 1,4 |

| −3,1 |

| N i e d e r s c h l a g | 25,6 | 18,8 | 30,0 | 42,2 | 66,6 | 94,8 | 105,5 | 114,9 | 62,9 | 68,7 | 57,1 | 33,4 |
|                         | Jan  | Feb  | Mär  | Apr  | Mai  | Jun  | Jul   | Aug   | Sep  | Okt  | Nov  | Dez  |

## Geschichte
Im Brixner Talkessel und an den klimatisch günstig gelegenen Hängen zur Plose wurden mehrere prähistorische Siedlungen nachgewiesen; etwa auf der Anhöhe von Stufels, auf die sich wohl der Name Brixen ursprünglich bezog, aber auch in Elvas, Karnol, Milland und auf dem Rosslauf wurden Siedlungsstrukturen ausfindig gemacht. Aus der Antike ist der Stammesname der Isarken bekannt, die allgemein im Eisacktal verortet werden. Nach der Unterwerfung der Alpenstämme im 1. Jahrhundert v. Chr. wurde das Gebiet vom römischen Imperium annektiert.
Wahrscheinlich ist Brixen schon am 4. Juli 828 in einer Urkunde unter dem Namen „Pressena“ genannt. Erstmals urkundlich sicher erwähnt wurde Brixen 901 als Meierhof „Prihsna“ in einer Schenkungsurkunde des Karolingers Ludwig IV. an Bischof Zacharias von Säben. Jahrhundertelang war Brixen als zentrale Stadt des Hochstifts Brixen ein weit über die Tiroler Landesgrenzen hinaus einflussreicher Sitz von Fürstbischöfen, die von 1027 bis 1803 deutsche Reichsfürsten waren.

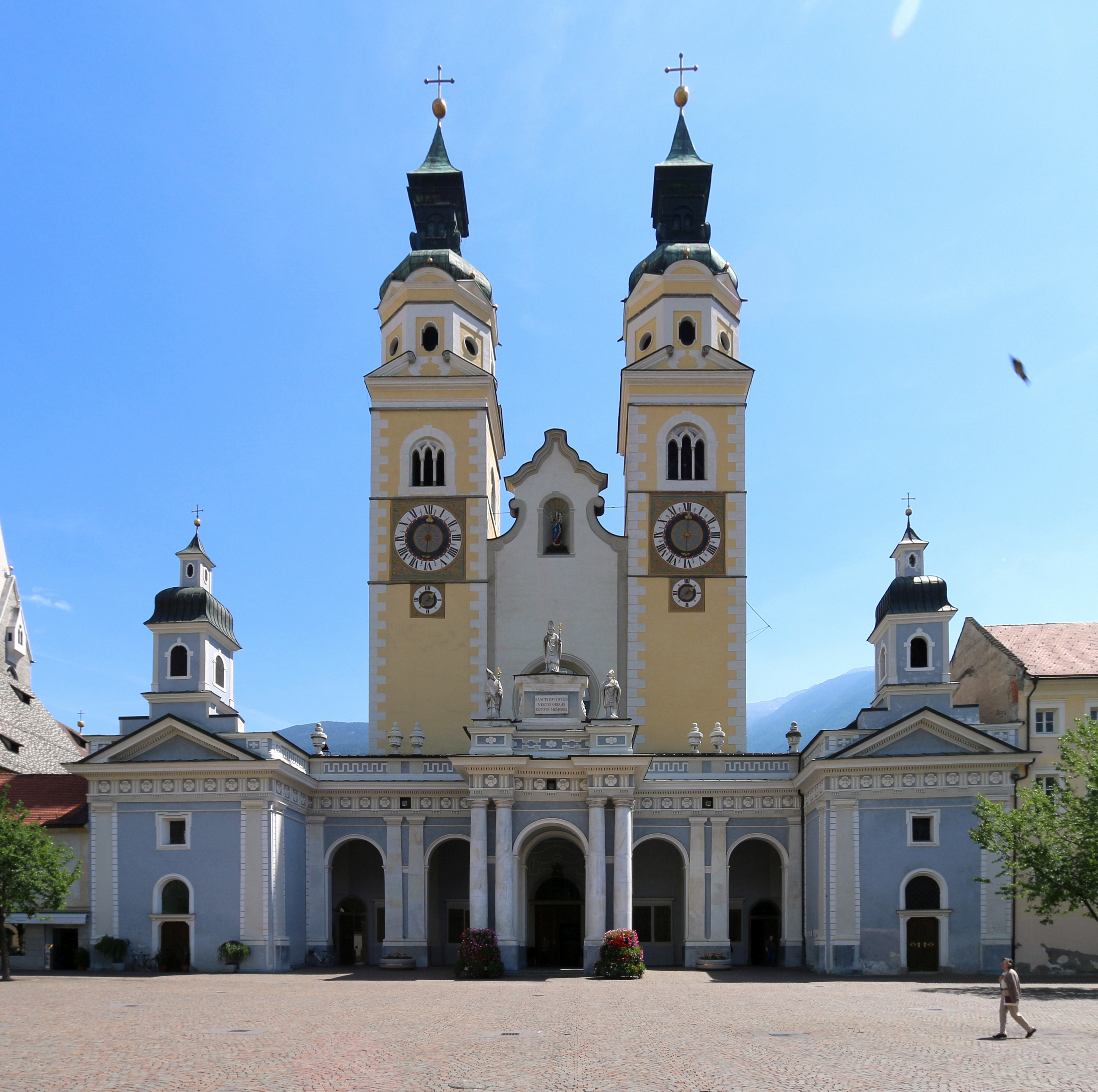
Brixner Dom

1080 fand in Brixen ein Konzil statt, das Wibert von Ravenna als Clemens III. gegen Gregor VII. zum Papst wählte. Kirchengeschichtlich bedeutsam wurden außerdem Bischof Poppo, der 1048 zum Papst gewählt wurde (Damasus II.), Nikolaus von Kues (1450–1464), genannt Cusanus, und Georg Golser (1464–1488). Heute teilt sich Brixen den Bischofssitz mit der Landeshauptstadt Bozen (Diözese Bozen-Brixen).
Im unmittelbaren Stadtumfeld kam es im Mittelalter zu Konflikten zwischen den Fürstbischöfen und lokalen Adligen. Im 13. Jahrhundert versuchten die Voitsberger, Ministerialen am Hof des Fürstbischofs, Teile des heutigen Stadtteils Burgfrieden ihrer Gerichtsbarkeit zu unterstellen. So erbauten sie auf dem sogenannten Burgerhügel die Pfefferburg, um dort Gericht zu halten. Erst Fürstbischof Bruno von Kirchberg konnte sich in jahrelangen Fehden gegen die Voitsberger durchsetzen, die Stammburg in Vahrn und die Pfefferburg wurden 1270 geschleift und der eigene Gerichtsbezirk Pfeffersberg/Salern geschaffen.
1174, 1234 und 1445 wurde die Stadt Brixen durch Feuersbrünste verheert. 1512 wurde sie von den Franzosen unter Gaston de Foix erobert. 1525 litt sie auch im Bauernkrieg.
1802 fiel Brixen an Österreich, 1805 an Bayern (Landgericht Brixen), 1814 wieder an Österreich. Im 19. Jahrhundert dehnte sich das Stadtgebiet westwärts Richtung Burgfrieden aus, das bis dahin noch landwirtschaftlich geprägt war und wo viele Bürger Güter zur Lebensmittelversorgung unterhielten. Im Jahr 1900 hatte Brixen einschließlich der Garnison 5783 meist katholische Einwohner, deren Haupterwerbsquellen der Wein- und Obstbau sowie die Schafwollweberei und der Handel waren; die Stadt mit Sitz eines Fürstbischofs und eines Domkapitels hatte ein staatliches Gymnasium, ein bischöfliches Gymnasium und eine theologische Lehranstalt.
Das heutige Rathaus an der Nordseite des Domplatzes ist das frühere Palais Taurenstein, das seine historistische Gestaltung seinem früheren Inhaber Hofrat Ferdinand Kaltenegger verdankt, der das vormalige Bürgerhaus Oberhaidacher ab 1895 schlossartig ausbauen ließ, und das 1911 an die Stadtverwaltung überging, die es als Gemeindesitz adaptierte.

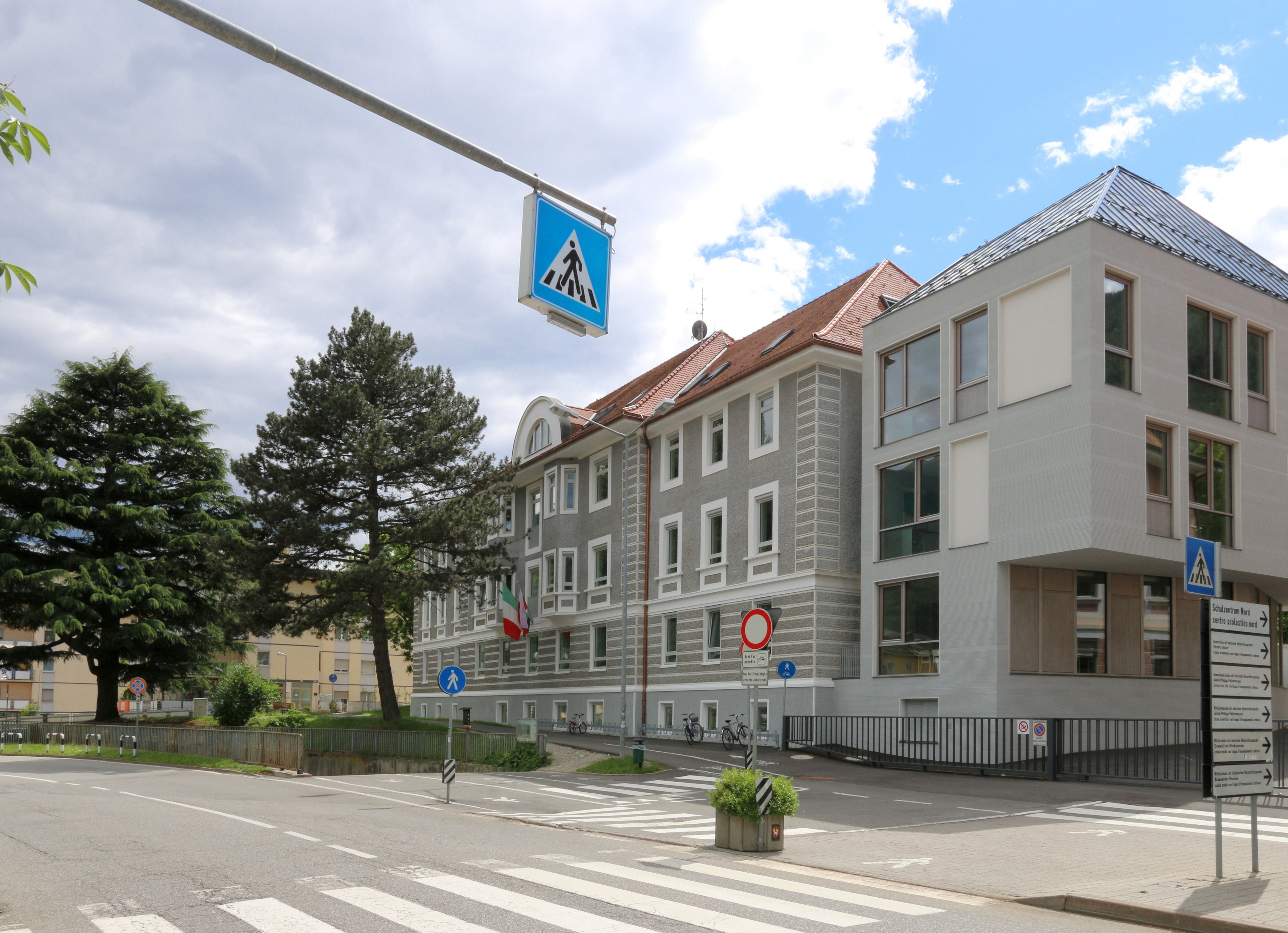
Der ehemalige Kasernenkomplex beherbergt heute die italienische Mittelschule „Alessandro Manzoni“

In den Jahren 1912/13 errichtete die Stadt einen Kasernenkomplex aus 18 Gebäuden. Die Kaserne war nach Erzherzog Karl benannt. In der Kaserne war das Gebirgsartillerieregiment Nr. 8 des VIII. Armeekorps untergebracht. Nach dem Ersten Weltkrieg übernahm die italienische Armee die Kaserne. 1920 kam Brixen durch das Inkrafttreten des Vertrags von Saint-Germain zu Italien.
Unter dem Faschismus wurde das Gemeindegebiet durch Eingemeindungen enorm erweitert: 1928 kamen Milland-Sarns, Pfeffersberg, Albeins sowie das von Natz losgelöste Elvas samt Kranebitt hinzu, 1941 folgte auch noch St. Andrä.
Von den Ärzten Hans von Guggenberg und Markus von Guggenberg wurde in den 1950er Jahren das 1890 von dem Politiker Otto von Guggenberg als Kneippsche Heilanstalt gegründete Sanatorium Kuranstalt Dr. v. Guggenberg geleitet.
In den 1960er Jahren wurde am Hang des Oberraggengerhofes am Pfeffersberg, nach den Plänen des Brixner Architekten Othmar Barth, das Südtiroler Kinderdorf errichtet.

### Etymologie
Die Herkunft und die Bedeutung des Namens Brixen sind nicht gesichert. Die 901 nachgewiesene althochdeutsche Form lautet Prihsna, die dann zu Prixina (935–955) und Bricsina (952) wurde. Die oben genannte Form Pressena (828) kann nicht eindeutig zugeordnet werden. Im Hochmittelalter setzte sich schließlich die Lautung Brixen durch. Der Ortsname lässt sich zu einer Reihe anderer Tiroler Ortsnamen stellen wie etwa Brixen im Thale (790: Prixina), Brixental (902: Prihsnatala) oder Brixlegg (788–790: Prisslech).
Der Name ist jedenfalls vorrömisch. Vermutlich leitet sich der Name vom urkeltischen Wort *brigsina ab und bedeutet kleine (befestigte) Anhöhe oder Berg. Andere führen Brixen auf einen rätischen Namen zurück und rekonstruieren das Ausgangswort *Prikse-na (eventuell deutsch „Gebiet des Prikse“). Die Räter hatten diesen Namen womöglich aus einer noch früheren Lautung übernommen und rätisiert.

### Demographie
| Jahr | Einwohnerzahl |
| ---- | ------------- |
| 1900 | 05.783        |
| 1971 | 16.017        |
| 1981 | 16.101        |
| 1991 | 16.992        |
| 2001 | 18.359        |
| 2011 | 20.677        |

Brixen ist gemäß den seit 1981 erhobenen Sprachgruppenzugehörigkeitserklärungen bzw. Sprachgruppenzuordnungserklärungen eine mehrheitlich deutschsprachige Gemeinde, wobei als Berechnungsgrundlage dieser Prozentwerte allein die gültigen Erklärungen von Personen mit italienischer Staatsbürgerschaft herangezogen wurden.
| Sprache     | 1900    | 1971    | 1981    | 1991    | 2001    | 2011    | 2024    |
| ----------- | ------- | ------- | ------- | ------- | ------- | ------- | ------- |
| Deutsch     | 94,19 % | 64,86 % | 70,32 % | 71,68 % | 73,13 % | 72,82 % | 72,61 % |
| Italienisch | 5,65 %  | 34,32 % | 28,40 % | 27,03 % | 25,65 % | 25,84 % | 26,03 % |
| Ladinisch   |         | 0,82 %  | 1,29 %  | 1,29 %  | 1,23 %  | 1,34 %  | 1,36 %  |

## Politik

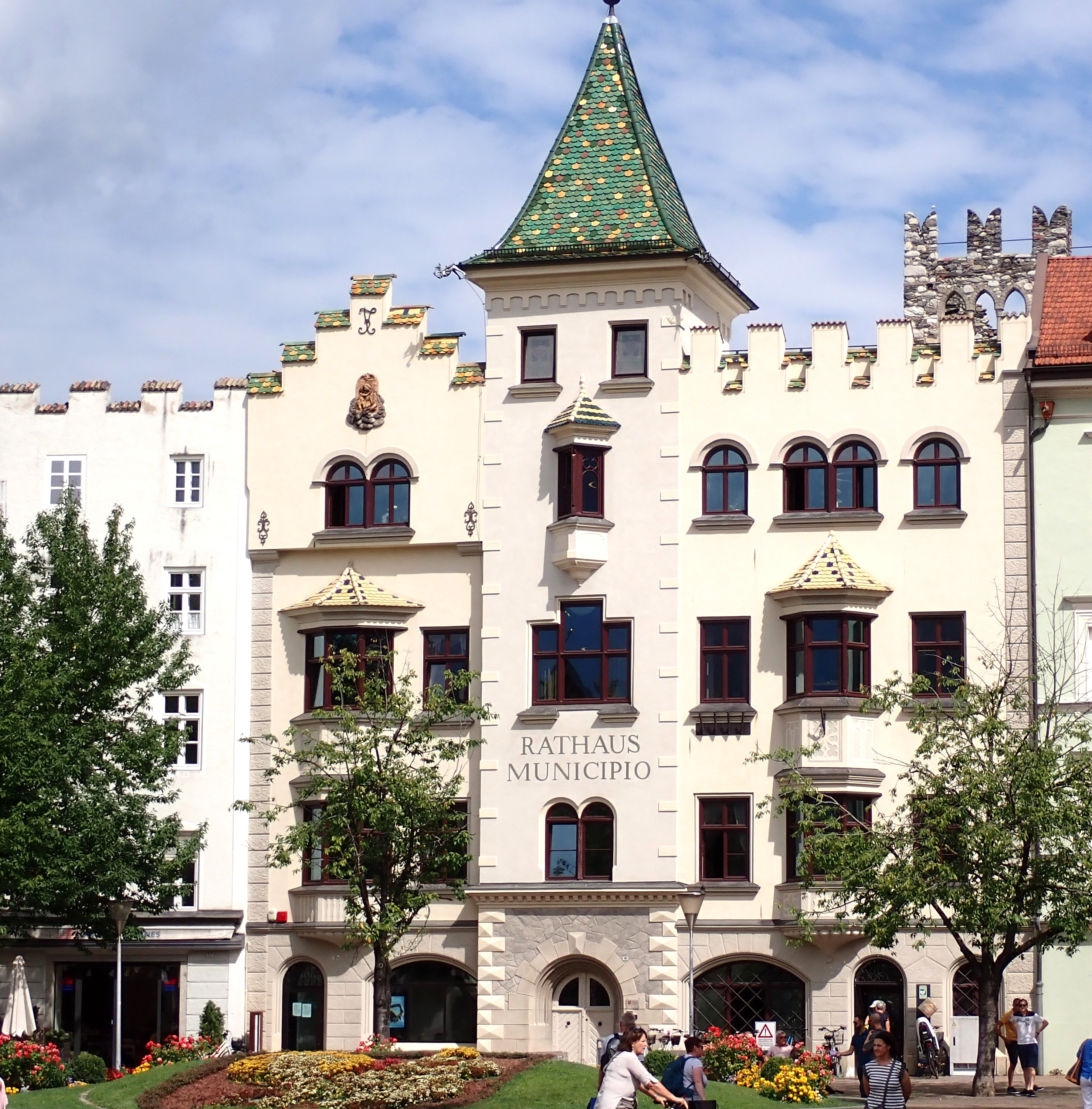
Brixener Rathaus

### Bürgermeister
Bürgermeister seit 1952:
- Valerius Dejaco: 1952–1968
- Zeno Giacomuzzi: 1969–1988
- Klaus Seebacher: 1988–2005
- Albert Pürgstaller: 2005–2015
- Peter Brunner: 2015–2023
- Andreas Jungmann: seit 2024

### Gemeinderat
Bei den vorgezogenen Gemeinderatswahlen am 25. Februar 2024 wurde die Südtiroler Volkspartei mit fünfzehn Gemeinderäten die stärkste Fraktion. Es folgten das Team K, die Verdi Grüne Vërc und der Partito Democratico mit jeweils 3 Sitzen. Die Fratelli d’Italia erhielten 2 Sitze, die Süd-Tiroler Freiheit kam auf einen Sitz.

### Städtepartnerschaften
- Regensburg (Deutschland), seit 1969
- Bled (Slowenien), seit 2004
- Havlíčkův Brod (Tschechien), seit 2007

### Freundschaftsabkommen
- Marquartstein (Deutschland)
- Bernkastel-Kues (Deutschland)
- Hall in Tirol (Österreich)
- Terracina (Italien)
- Mantua (Italien)

### Parlamentswahlen
Bei den Wahlen zum italienischen Parlament gehört die Stadt zum Kammerwahlkreis Brixen bzw. zum Senatswahlkreis Brixen.

## Wirtschaft
Die 1908 Arbeitsstätten der Stadt (inkl. öffentlicher Dienst und NPOs) beschäftigten per 22. Oktober 2001 10.453 Personen. Ein Unternehmen beschäftigte über 250 Mitarbeiter, elf weitere je über 100. Brixen ist somit nach Arbeitsstättenanzahl nach Bozen der zweitgrößte Wirtschaftsstandort Südtirols. Nach der Anzahl der Beschäftigten war es 2001 aber nur der drittgrößte Standort Südtirols, da in Bruneck zum Stichtag 239 Personen mehr beschäftigt waren. Die Stadtwerke Brixen AG sind für Elektrizitätsversorgung, Trinkwasser, Abwasser, Fernwärme, Methangas, Lichtwellenleiter, Umweltdienste und für das Geoinformationssystem im Bereich Brixen und Umgebung zuständig. Das Verlagshaus A. Weger wurde als „Fürstbischöfliche Hofbuchdruckerei“ 1555 erstmals erwähnt und ist heute noch im Besitz einer hölzernen Druckerpresse aus jener Zeit. In der Industriezone Brixens sind vor allem Betriebe für Baumaterialien angesiedelt. Die dort befindliche Firma Durst AG vertreibt ihre fototechnischen Produkte weltweit. Der erste Holzscanner weltweit stammt von der Firma Microtec, die ebenfalls in Brixen ihren Sitz hat. Die Druckerei und der Rechtssitz der Athesia sind hingegen seit 2004 in Bozen angesiedelt. Jenseits der Kommunalgrenze im Gewerbegebiet Vahrn befindet sich der Brixner Milchhof (Brimi). Das Tagungs- und Kongresszentrum Forum Brixen umfasst auf 2000 m² sechs Säle, zwei Foyers, eine Küche und eine Bar. Ab 1969 verfolgte Pläne der Continental AG, im Süden Brixens eine Reifenfabrik zu errichten, zerschlugen sich nach heftigem Widerstand der örtlichen Bevölkerung.

## Gesundheit
Brixen ist der Standort eines öffentlichen Krankenhauses des Südtiroler Sanitätsbetriebs. Zudem existiert mit der Klinik „Brixsana“ auch eine private Einrichtung.

## Verkehr
Für den Kraftverkehr ist Brixen in erster Linie durch die SS 12 erschlossen, die – seit der Eröffnung zweier Tunnels im Jahr 2011 weitgehend unterirdisch – nahe am Stadtzentrum vorbeiführt. Zudem durchqueren die A22, die Brennerbahn und die Radroute 1 „Brenner–Salurn“ das Gemeindegebiet. Anschluss an die Autobahn vermitteln dabei die Ein- und Ausfahrt Brixen-Pustertal, die sich jedoch in der nördlichen Nachbargemeinde Vahrn befindet, sowie die Ausfahrt Brixen-Industriezone. Die Brennerbahn bietet am Bahnhof Brixen eine Zugangsstelle.

## Bildung

### Primar- und Sekundarschulen

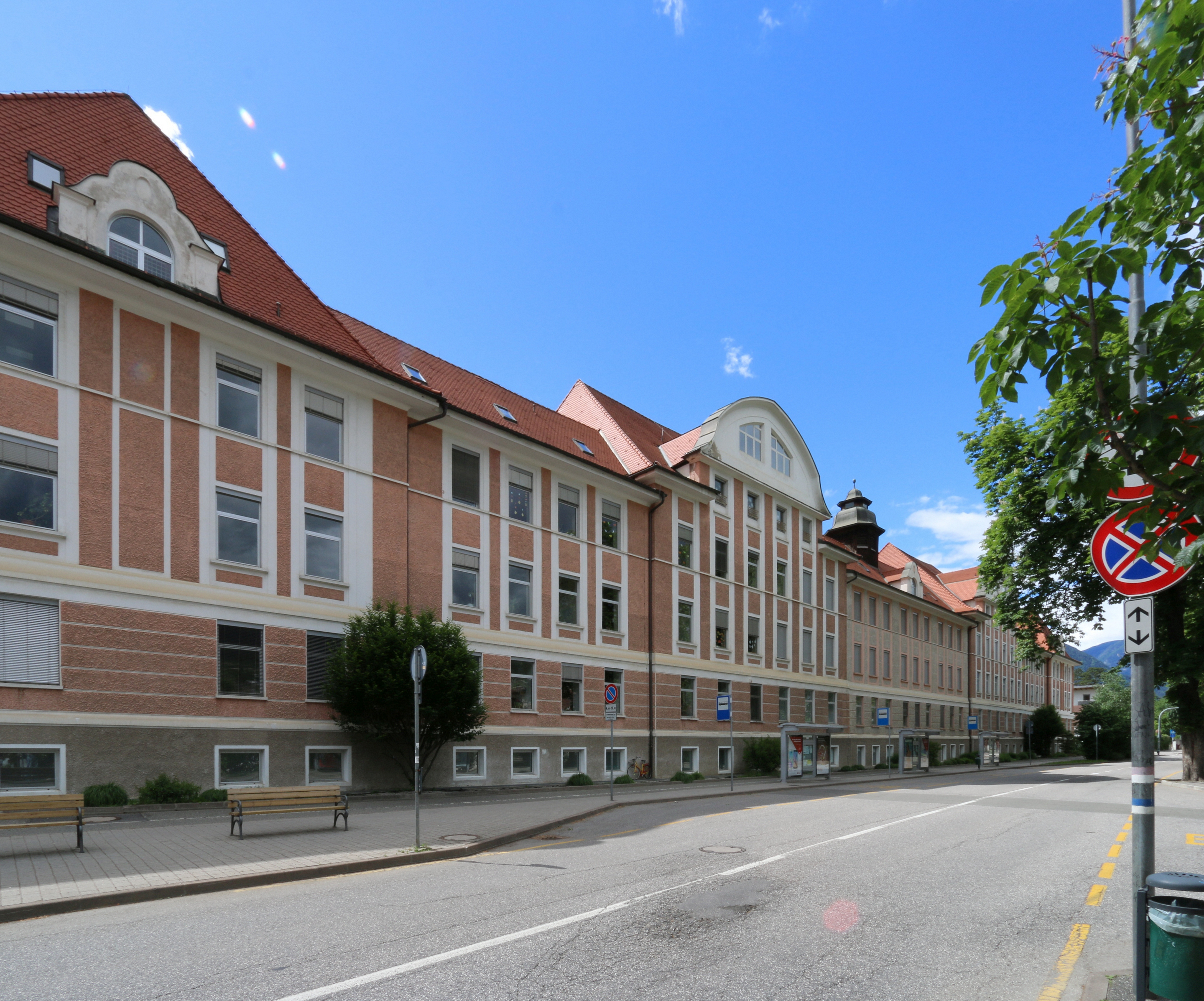
Deutsche Mittelschule „Oswald von Wolkenstein“, ehemalige Kaiser-Karl-Kaserne

In der Gemeinde Brixen gibt es zahlreiche Bildungseinrichtungen, die – wie in Südtirol üblich – im Bereich der öffentlichen Primar- und Sekundarstufen nach Sprachgruppen aufgeschlüsselt sind.
Deutschsprachige Schulen: Im Gemeindegebiet gibt es elf deutschsprachige öffentliche Grundschulen, davon vier im Bereich des städtischen Siedlungskerns (drei rechts des Eisack, eine in Milland), sowie jeweils eine in Afers, Albeins, Elvas, St. Andrä, St. Leonhard, Tils und Tschötsch. Die beiden Mittelschulen „Michael Pacher“ und „Oswald von Wolkenstein“ bedienen auch Schüler der Umgebung.
Das Angebot an deutschsprachigen weiterführenden Schulen ist mit verschiedenen Gymnasien, Wirtschaftlichen und Technologischen Fachoberschulen sowie Berufsschulen reich ausgestaltet: Zu den Einrichtungen zählen das Oberschulzentrum Brixen „Jakob Philipp Fallmerayer“ (Realgymnasium, Sprachengymnasium und Technologische Fachoberschule), das Sozialwissenschaftliche Gymnasium „Josef Gasser“, die Fachoberschule für Wirtschaft, Grafik und Kommunikation „Julius und Gilbert Durst“, die Landesberufsschule für das Gast- und Nahrungsmittelgewerbe „Emma Hellenstainer“ sowie die Landesberufsschule „Christian Josef Tschuggmall“. Mit dem Vinzentinum gibt es auch eine Privatschule.
Italienischsprachige Schulen: Für die italienische Sprachgruppe gibt es zwei Grundschulen (eine rechts des Eisack und eine in Milland) sowie die Mittelschule „Alessandro Manzoni“. An weiterführenden Schulen bestehen das Gymnasium bzw. Lyzeum „Dante Alighieri“, die Wirtschaftsfachoberschule „Falcone e Borsellino“ und die Landesberufsschule „Enrico Mattei“.

### Hochschulen

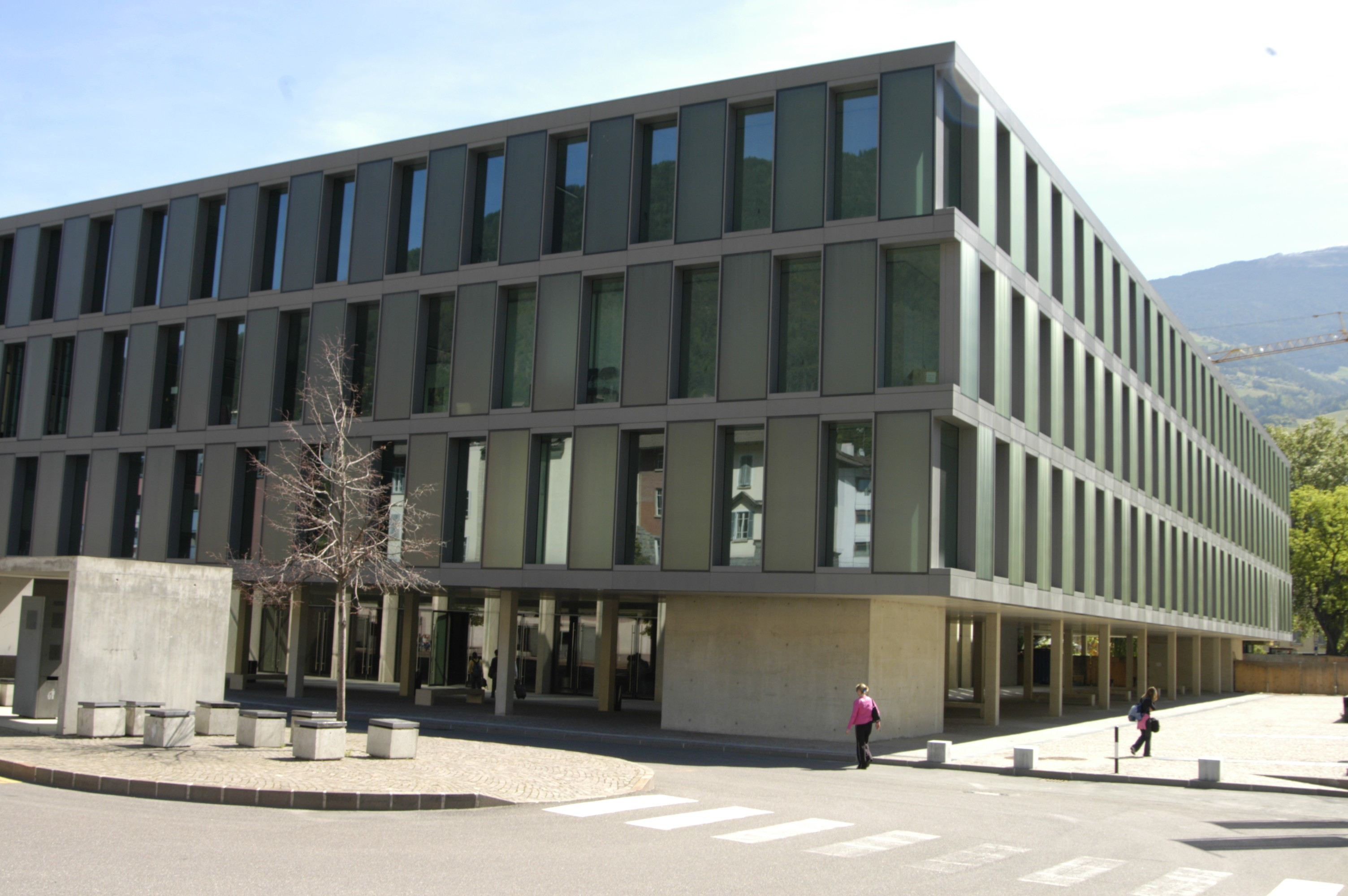
Außenstelle Brixen der Freien Universität Bozen

Die 1607 als Priesterseminar Brixen gegründete Philosophisch-Theologische Hochschule Brixen ist die älteste universitäre Einrichtung auf dem Gebiet der historischen Grafschaft Tirol. Seit 1952 hält die Universität Padua in Brixen Sommerkurse ab. Die Fakultät für Bildungswissenschaften der 1997 gegründeten Freien Universität Bozen ist in Brixen angesiedelt.

### Bibliotheken
Am Domplatz in der Altstadt befindet sich die 2022 nach Plänen des Architekturbüros Carlana Mezzalira Pentimalli errichtete Stadtbibliothek Brixen. Mit dem an der Fakultät für Bildungswissenschaften angesiedelten Standort der Bibliothek der Freien Universität Bozen und der Bibliothek der Philosophisch-Theologischen Hochschule Brixen gibt es zudem zwei wissenschaftliche Bibliotheken.

## Kultur und Sehenswürdigkeiten

### Bauwerke

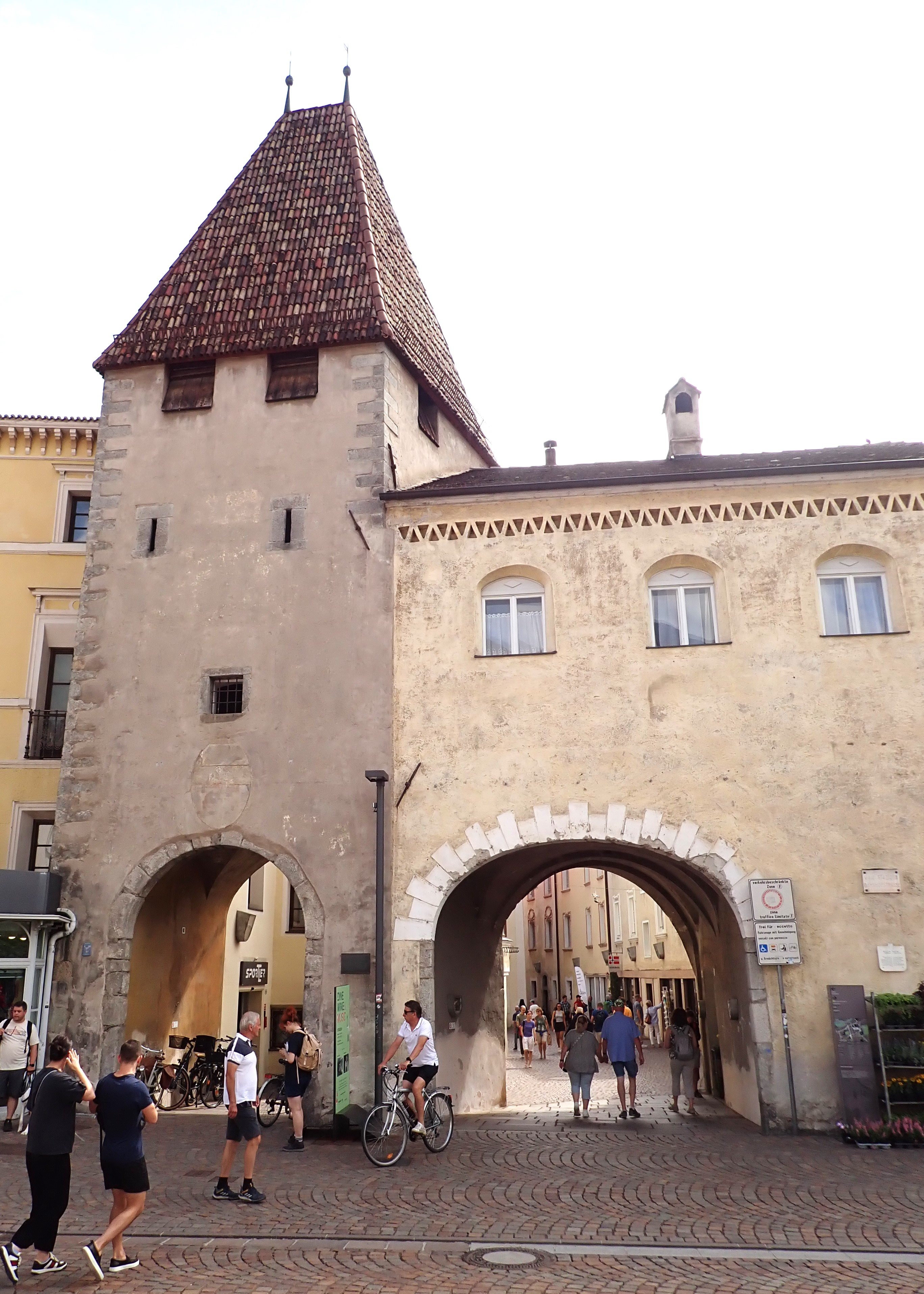
Sonnentor in Brixen, stadtabgewandte Seite

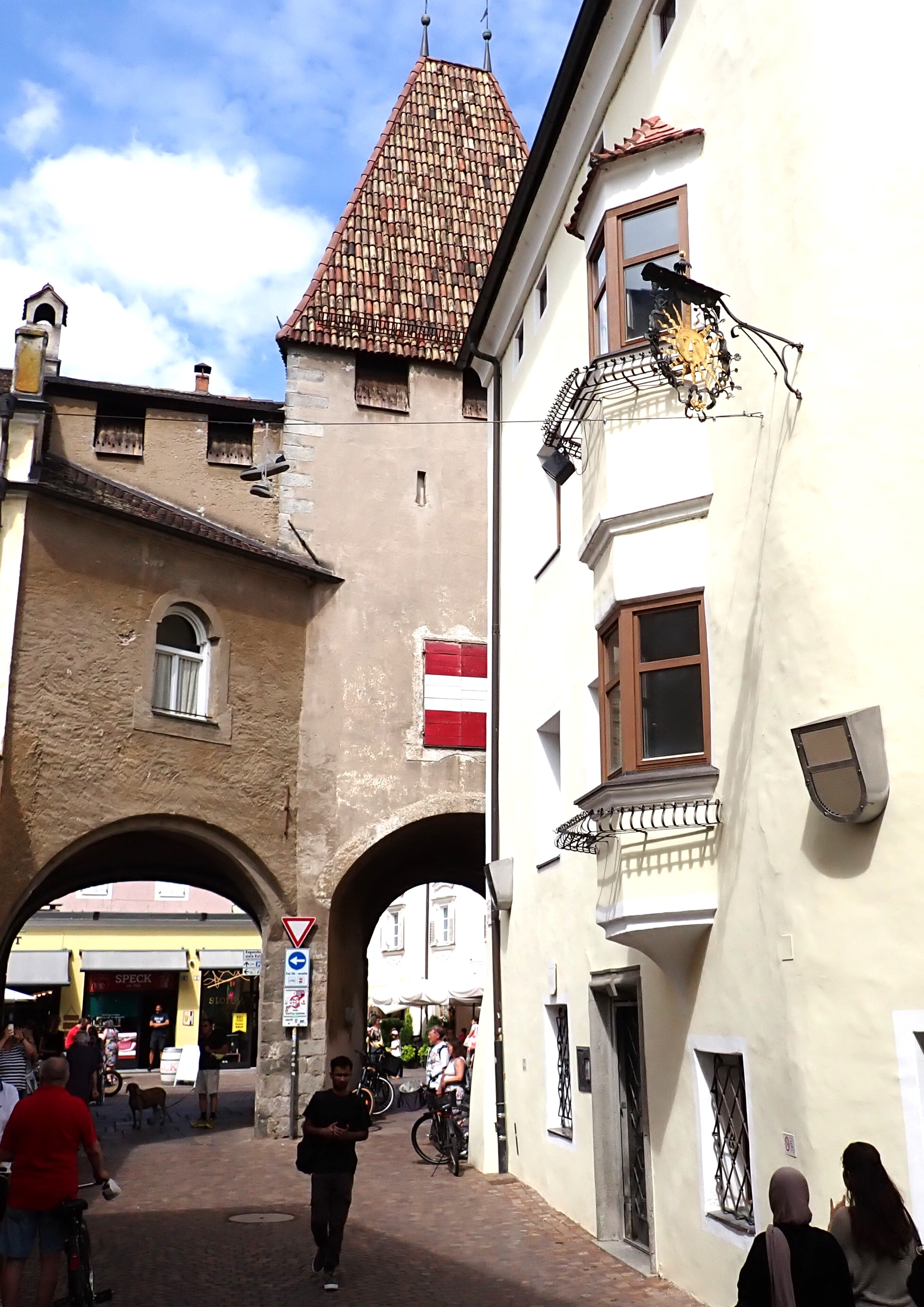
Sonnentor in Brixen, stadtseitig, daneben Hotel „Sonne“

Die Altstadt wird von Westen durch das Sonnentor, ein Stadttor der ehemaligen Stadtbefestigung, betreten. Unmittelbar danach folgt das jetzige Hotel "Sonne", das um 1300 die zweite Stadtburg der Ministerialen war, aber seit ca. 1600 als Gasthof „Zur Sonne“ genutzt wurde und seit 1880 eine neoklassische Fassade trägt.
In der historischen Altstadt befinden sich der Brixner Dom mit dem angrenzenden Domkreuzgang, der Frauenkirche und der Johanneskapelle, die Hofburg (der ehemaligen Fürstbischöfe), das Priesterseminar, die beiden Laubengassen, das Mutterhaus der Brixner Tertiarschwestern, das Klarissenkloster, das Kapuzinerkloster, die Pfarrkirche St. Michael sowie die evangelische Kirche St. Gotthard und St. Erhard.
In der Hofburg, dem früheren Sitz des Bischofs des Bistums Brixen, ist das Diözesanmuseum mit einer Krippenausstellung untergebracht. Außerdem ist in Brixen das Pharmaziemuseum Brixen angesiedelt.

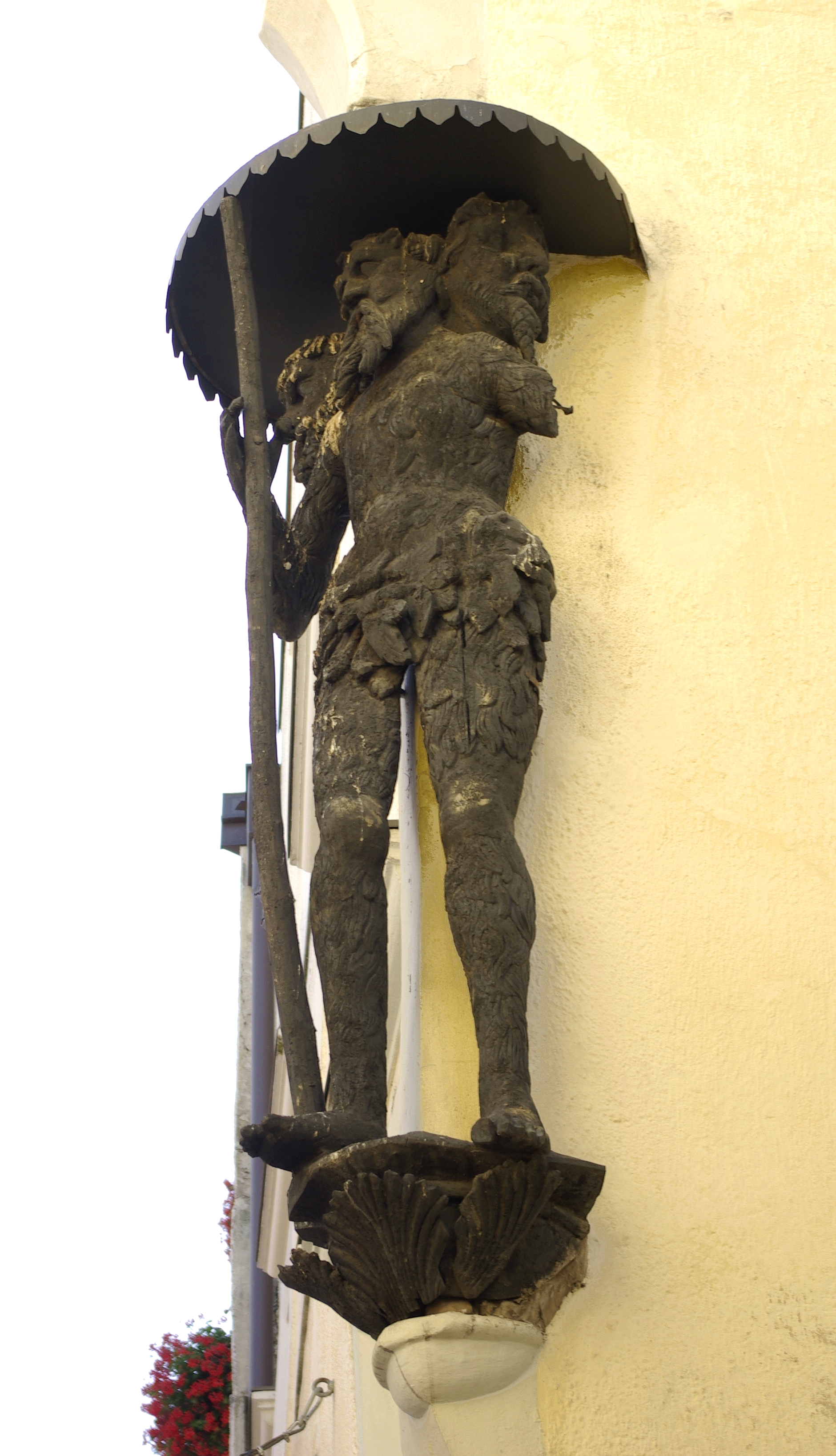
Der „dreikopfete Mann“ oder „wilder Mann“

In Brixens Altstadt befindet sich an der Kreuzung zwischen Säbenertorgasse, den Kleinen Lauben und den Großen Lauben an der Fassade des Gasthauses Schwarzer Adler der „dreikopfete Mann“ (auch „Wilder Mann“); seine drei Köpfe sind den jeweiligen Gassen entgegen gedreht. Der Sage nach spuckt dieser am Karfreitag, wenn es zwölf Uhr läutet, mit allen drei Köpfen Geldstücke aus.

### Kunst und Musik
Die Initiative Musik und Kirche organisiert Konzerte und Symposien rund um Kunst, Musik und Kirche. Im Forum Brixen finden Veranstaltungen aller Art statt, darunter auch Projektionen des Filmclubs Bozen; das Stella-Kino bietet aktuelle Mainstreamfilme.
Der Anreiterkeller wird als Kellertheater benutzt, die Gruppe Dekadenz bietet dort neben Kabarett auch andere Kleinkunstformen an, außerdem finden im Anreiterkeller Gastspiele und Konzerte statt. Kirchliche Konzerte finden häufig im Dom oder in der Kirche des Priesterseminars statt.
Die Musikgruppen Frei.Wild und Unantastbar, das Pop-Duo Anger und der Musiker Max von Milland stammen aus Brixen.
Das Theaterpädagogische Zentrum besteht seit 1989.

## Sport
Die als schwarze Piste markierte Trametsch-Abfahrt im Skigebiet Plose ist die längste Abfahrt Südtirols. Der Brixner Sportverein SSV Brixen ist besonders in den Sektionen Handball, Fußball, Turnen, Yoseikan Budo, Schwimmen und Leichtathletik erfolgreich. Der seit seinem Aufstieg in die Profiliga in Bozen spielende FC Südtirol, Südtirols einzige Profi-Fußballmannschaft, wurde in Brixen gegründet. Der Eishockeyverein HC Falcons Brixen spielt in der Italian Hockey League. Im November 2002 wurde an der Stelle des alten Brixner Freibads das kombinierte Frei- und Hallenbad mit Restaurant, Sauna- und Fitnessbereich Acquarena eröffnet. 2009 war Brixen der Austragungsort der sechsten U18-Leichtathletik-Jugendweltmeisterschaft der IAAF. 2010 fand erstmals der Brixen-Marathon statt, der vom Domplatz auf den Gipfel der Plose führt. Bis 2010 fand das 1961 als Brixner Bergturnfest gegründete internationale Südtiroler Bergturnfest in Brixen statt. Von 2005 bis 2012 fand jährlich das Caidom, ein vom Gipfel zum Domplatz führendes Massenstart-Downhill-Mountainbike-Rennen, statt. 2010 wurde in Brixen das Finale des ersten Gibbon Slackline Contests ausgetragen, womit auch der erste Gesamtweltcup im Slackline endete. Bei den Fußballmeisterschaften der Oberschulen von 20. bis 25. September 2010 in Riccione gewann die Frauenfußballmannschaft der Handelsoberschule Brixen den Italientitel. 2012 wurden die 16. Einrad-Weltmeisterschaften, die Unicon16, in Brixen ausgetragen. Zwischen 2009 und 2018 wurde der Bergsteiger-Kongress International Mountain Summit ausgetragen. Im 2012 eröffneten Kletterzentrum Vertikale finden nationale und internationale Kletterbewerbe statt.

## Rundfunk
Brixen wird vom Sender Plose und Sender Albeins mit den Radioprogrammen und Fernsehprogrammen der RAS/RAI abgedeckt.